# 日本の音楽科設置高等学校一覧
日本の音楽科設置高等学校一覧（にほんのおんがくかせっちこうとうがっこういちらん）は、全国の「音楽に関する学科」及び「芸術科音楽コース（その他専門教育を施す学科扱い）」が設置されている高等学校の一覧である。
専門教科「音楽」を中心に履修する専門教育を主とする学科が設置されている高等学校は、本項目に掲載する。それ以外の学科・課程で専門教科「音楽」を履修する場合において「芸術科音楽コース（その他専門教育を施す学科扱い）」については、「音楽に関する学科」との区別を明確にした上で掲載する。「総合学科」については日本の総合学科設置高等学校一覧、「普通科音楽コース」については普通科コース設置校を参照。専門教科「音楽」を履修しない学科・課程は、本項目に含めない。

## 北海道
- 北星学園女子高等学校 - 音楽科
- 札幌大谷高等学校 - 音楽科

## 東北地方

### 青森県
- 八戸聖ウルスラ学院高等学校 - 音楽科

### 岩手県
- 岩手県立不来方高等学校 - 芸術学系 音楽コース

### 宮城県
- 常盤木学園高等学校 - 音楽科

### 山形県
- 山形県立山形北高等学校 - 音楽科

### 福島県
- 郡山女子大学附属高等学校 - 音楽科

## 関東地方

### 茨城県
- 茨城県立水戸第三高等学校 - 音楽科
- 茨城県立取手松陽高等学校 - 音楽科
- 聖徳大学附属取手聖徳女子高等学校 - 音楽科

### 栃木県
- 宇都宮短期大学附属高等学校 - 音楽科

### 群馬県
- 群馬県立西邑楽高等学校 - 芸術科音楽コース

### 埼玉県
- 埼玉県立芸術総合高等学校 - 音楽科
- 埼玉県立松伏高等学校 - 音楽科
- 埼玉県立大宮光陵高等学校 - 音楽科
- 武蔵野音楽大学附属高等学校 - 音楽科
- 東邦音楽大学附属東邦第二高等学校 - 音楽科

### 東京都
- 東京芸術大学音楽学部附属音楽高等学校 - 音楽科
- 東京音楽大学付属高等学校 - 音楽科
- 桐朋女子高等学校 - 音楽科
- 東京都立総合芸術高等学校 - 音楽科
- 東邦音楽大学附属東邦高等学校 - 音楽科
- 品川学藝高等学校 - 音楽科
- 国立音楽大学附属高等学校 - 音楽科
- 上野学園高等学校 - 音楽科

### 神奈川県
- 神奈川県立弥栄高等学校 - 音楽科
- 北鎌倉女子学園高等学校 - 音楽科
- 横浜市立戸塚高等学校 - 普通科音楽コース

## 中部地方

### 新潟県
- 新潟県立新潟中央高等学校 - 音楽科

### 富山県
- 富山県立呉羽高等学校 - 普通科音楽コース

### 山梨県
- 甲斐清和高等学校 - 音楽科

### 長野県
- 長野県小諸高等学校 - 音楽科

### 岐阜県
- 岐阜県立加納高等学校 - 音楽科

### 静岡県
- 常葉大学附属橘高等学校 - 普通科総合芸術コース吹奏楽専攻
- 浜松学芸高等学校 - 芸術科音楽コース
- 静岡県立清水南高等学校 - 芸術科音楽専攻
- 静岡県立沼津西高等学校 - 芸術科音楽専攻
- 静岡県立浜松江之島高等学校 - 芸術科音楽専攻

### 愛知県
- 愛知県立明和高等学校 - 音楽科
- 桜丘高等学校 - 音楽科
- 同朋高等学校 - 音楽科
- 名古屋市立菊里高等学校 - 音楽科

## 近畿地方

### 滋賀県
- 滋賀県立石山高等学校 - 音楽科

### 京都府
- 京都市立京都堀川音楽高等学校 - 音楽科

### 大阪府
- 大阪府立夕陽丘高等学校 - 音楽科
- 相愛高等学校 - 音楽科

### 兵庫県
- 兵庫県立西宮高等学校 - 音楽科

### 奈良県
- 奈良県立高円芸術高等学校 - 音楽科

## 中国地方

### 岡山県
・おかやま山陽高等学校 普通科 音楽コース

### 山口県
- 梅光学院高等学校 - 音楽科

## 四国地方

### 徳島県
- 徳島県立名西高等学校 - 芸術科音楽コース

### 香川県
- 香川県立坂出高等学校 - 音楽科
- 高松第一高等学校 - 音楽科

### 愛媛県
- 済美高等学校 - 特進文系音楽専攻コース

### 高知県
- 高知県立高知丸の内高等学校 - 音楽科

## 九州地方

### 福岡県
- 福岡女学院高等学校 - 音楽科
- 福岡第一高等学校 - 音楽科

### 佐賀県
- 佐賀女子短期大学付属佐賀女子高等学校 - 普通科音楽コース

### 長崎県
- 活水高等学校 - 普通科音楽コース

### 熊本県
- 熊本市立必由館高等学校 - 普通科芸術コース音楽系
- ルーテル学院中学校・高等学校 - 普通科芸術コース音楽専攻

### 大分県
- 大分県立芸術緑丘高等学校 - 音楽科

### 鹿児島県
- 鹿児島県立松陽高等学校 - 音楽科
- 神村学園高等部 - 特別進学音楽コース

### 沖縄県
- 沖縄県立開邦高等学校 - 芸術科音楽コース